# Léthuin
Léthuin település Franciaországban, Eure-et-Loir megyében. Lakosainak száma 240 fő (2022. január 1.). Léthuin Vierville községgel határos.

## Népesség
A település népességének változása:
| Lakosok száma | 118  | 97   | 146  | 203  | 220  | 225  | 229  | 230  | 233  | 240  |
|               | 1968 | 1982 | 1990 | 2006 | 2013 | 2015 | 2017 | 2019 | 2020 | 2022 |